# Grimancelos
Grimancelos ist eine Ortschaft und ehemalige Gemeinde im Norden Portugals.

## Geschichte
Mangels archäologischer Funde ist über die Ursprünge des Ortes nicht viel bekannt. Sein Name ist vermutlich germanischen Ursprungs, entweder aus der Zeit der Reconquista oder bereits aus seiner Zeit im Suebenreich bzw. dem folgenden Westgotenreich. Die Gemeindekirche stammt aus dem 18. Jahrhundert, als Grimancelos bereits eine eigenständige Gemeinde war.

## Verwaltung
Grimancelos ist eine ehemalige Gemeinde (Freguesia) im Kreis (Concelho) von Barcelos, im Distrikt Braga. Am 30. Juni 2011 hatte die Gemeinde 794 Einwohner auf einer Fläche von 3 km².
Im Zuge der Gebietsreform am 29. September 2013 wurde die Gemeinde Grimancelos mit den Gemeinden Minhotães, Monte de Fralães und Viatodos zur neuen Gemeinde União de Freguesias de Viatodos, Grimancelos, Minhotães e Monte de Fralães zusammengeschlossen. Hauptsitz der neuen Gemeinde wurde Viatodos.